# Hyalolepidozia microphylla
Hyalolepidozia microphylla är en bladmossart som beskrevs av Rudolf Mathias Schuster och J.J.Engel. Hyalolepidozia microphylla ingår i släktet Hyalolepidozia och familjen Lepidoziaceae. Inga underarter finns listade i Catalogue of Life.